# Marta Żukowska
Marta Żukowska (ur. 4 czerwca 1972) – polska lekkoatletka specjalizująca się w chodzie sportowym.

## Kariera
Wielokrotna medalistka mistrzostw kraju: siedmiokrotna wicemistrzyni Polski (cztery na dystansie 5 kilometrów – 1993, 1994, 1995, 1996, trzy razy na dystansie 10 km – 1994, 1995, 1996) i brązowa medalistka mistrzostw Polski w chodzie na 10 km w 1993, halowa wicemistrzyni Polski w chodzie na 3000 metrów (Spała 1994). W 1995 r. reprezentowała Polskę na pucharze świata w chodzie sportowym w Pekinie (42. miejsce) oraz w mistrzostwach świata w Göteborgu (36. miejsce).

## Rekordy życiowe
- chód na 10 kilometrów – 44:36 – Warszawa 16/06/1995[1]
- chód na 3000 metrów – 13:13,82 – Spała 27/02/1994[2]